# Styringomyia lineaticeps
Styringomyia lineaticeps är en tvåvingeart som beskrevs av Edwards 1914. Styringomyia lineaticeps ingår i släktet Styringomyia och familjen småharkrankar.
Artens utbredningsområde är Kenya. Inga underarter finns listade i Catalogue of Life.